# Berceau de Judas

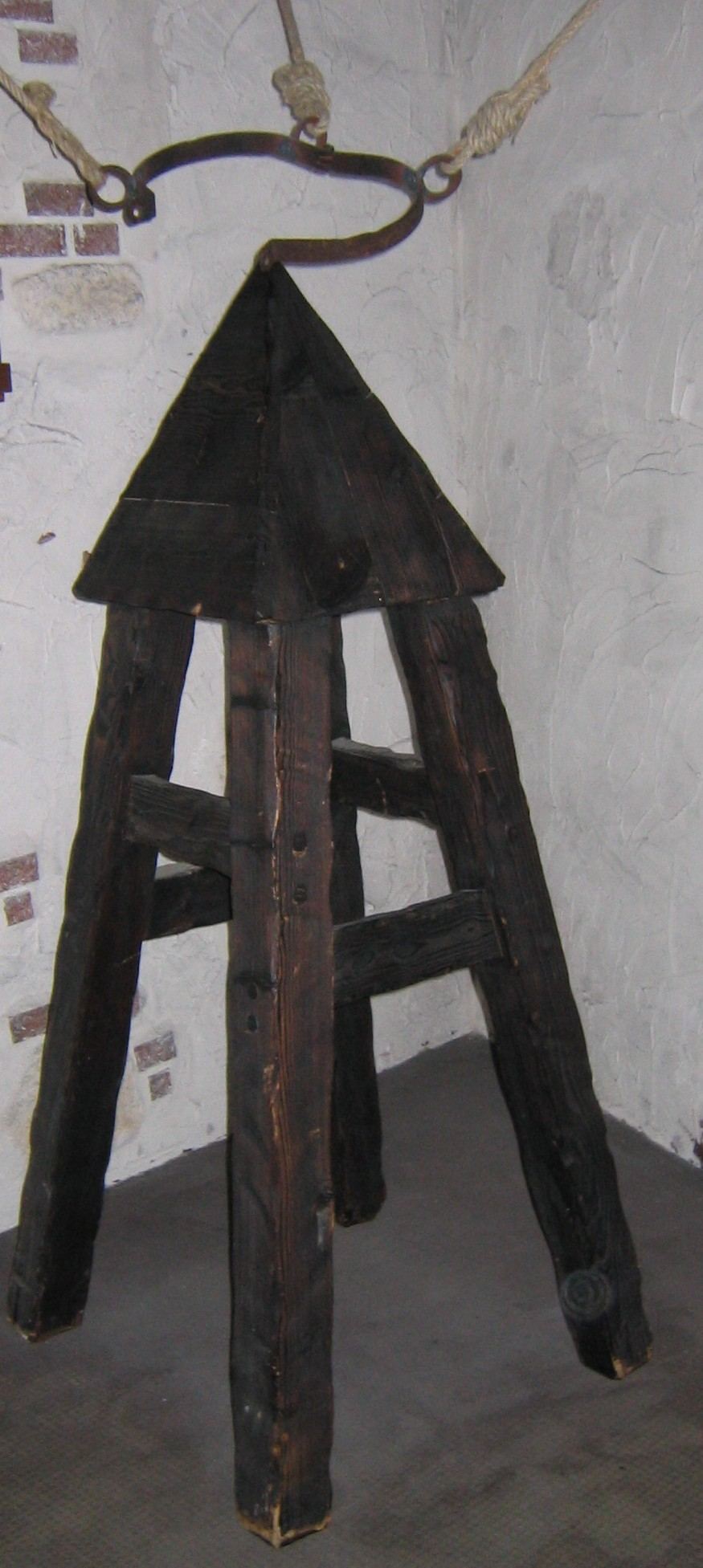
Chaise de Judas au musée de la torture de Fribourg-en-Brisgau en Allemagne.

Le berceau de Judas, aussi connu comme la chaise de Judas, aurait supposément été un instrument médiéval de torture, utilisé notamment en Europe sous l'Inquisition pour extorquer des aveux. Son nom fait référence à l'un des douze apôtres de Jésus de Nazareth, Judas Iscariote, qui est l'image type du traître dans l'historiographie chrétienne. La réalité de son utilisation n'a pas été établie.

## Utilisation
La victime, généralement nue, est tirée vers le haut à l'aide d'un treuil et placée au-dessus d'un siège en forme de pyramide, avec la pointe insérée dans l'anus ou le vagin, puis est descendue très lentement par des cordes. Le sujet est torturé par la pression intense et l'étirement de l'orifice, le supplice était encore amplifié du fait que le bourreau tirait la victime vers le haut, la relâchait, la balançait ou la laissait sans cesse retomber de différentes hauteurs sur la pointe. Finalement, la victime meurt soit empalée, ou plus souvent, succombe d'une infection contractée par l'hémorragie des tissus musculaires qui devenaient septiques, le dispositif étant rarement nettoyé.